# Gilman (Iowa)
Gilman ist eine Kleinstadt (mit dem Status „City“) im Marshall County im US-amerikanischen Bundesstaat Iowa. Das U.S. Census Bureau hat bei der Volkszählung 2020 eine Einwohnerzahl von 542 ermittelt.

## Geografie
Gilman liegt im östlichen Zentrum Iowas. Der Mississippi bildet rund 190 km östlich die Grenze zu Illinois. Die Grenze Iowas zu Minnesota verläuft rund 190 km nördlich; die Nordgrenze Missouris befindet sich rund 160 km südlich.
Die geografischen Koordinaten von Gilman sind 41°52′44″ nördlicher Breite und 92°47′22″ westlicher Länge. Die Stadt erstreckt sich über eine Fläche von 1,4 km² und ist die größte Ortschaft innerhalb der Greencastle Township.
Nachbarorte von Gilman sind Le Grand (15,2 km nördlich), Montour (17,5 km nordnordöstlich), Grinnell (20,2 km südsüdöstlich), Kellogg (27,8 km südwestlich), Laurel (l1,8 km westlich), Ferguson (13,4 km nordwestlich) und Marshalltown (28,5 km in der gleichen Richtung).
Die nächstgelegenen größeren Städte sind die Twin Cities (Minneapolis und St. Paul) in Minnesota (384 km nördlich), Rochester in Minnesota (275 km nordnordöstlich), Waterloo (98,9 km nordöstlich), Dubuque an der Schnittstelle der Staaten Iowa, Wisconsin und Illinois (234 km ostnordöstlich), Wisconsins Hauptstadt Madison (380 km in der gleichen Richtung), Cedar Rapids (110 km östlich), Rockford in Illinois (368 km in der gleichen Richtung), Chicago in Illinois (468 km ebenfalls östlich), Iowas frühere Hauptstadt Iowa City (127 km ostsüdöstlich), die Quad Cities in Iowa und Illinois (211 km in der gleichen Richtung), Columbia in Missouri (384 km südlich), Kansas City in Missouri (404 km südsüdwestlich), Iowas Hauptstadt Des Moines (96,6 km südwestlich), Nebraskas größte Stadt Omaha (319 km in der gleichen Richtung), Sioux City (366 km westnordwestlich) und South Dakotas größte Stadt Sioux Falls (503 km nordwestlich).

## Verkehr
Der Iowa Highway 146 kommt aus nördlicher Richtung in das Stadtgebiet von Gilman, biegt im Stadtzentrum nach Osten ab und verlässt das Stadtgebiet ebenfalls nach Osten. Alle weiteren Straßen sind untergeordnete Landstraßen, teils unbefestigte Fahrwege sowie innerörtliche Verbindungsstraßen.
Eine Eisenbahnlinie für den Frachtverkehr der Union Pacific Railroad (UP) führt in Nord-Süd-Richtung durch das Stadtgebiet von Gilman.
Mit dem Grinnell Regional Airport befindet sich 24 km südsüdöstlich ein kleiner Flugplatz für die Allgemeine Luftfahrt. Die nächsten Verkehrsflughäfen sind der Waterloo Regional Airport (104 km nordöstlich), der Eastern Iowa Airport von Cedar Rapids (118 km östlich) und der Des Moines International Airport (106 km westsüdwestlich).

## Bevölkerung
Nach der Volkszählung im Jahr 2010 lebten in Gilman 509 Menschen in 233 Haushalten. Die Bevölkerungsdichte betrug 363,6 Einwohner pro Quadratkilometer. In den 233 Haushalten lebten statistisch je 2,18 Personen.
Ethnisch betrachtet bestand die Bevölkerung mit zwei Ausnahmen nur aus Weißen. Unabhängig von der ethnischen Zugehörigkeit waren 0,8 Prozent der Bevölkerung spanischer oder lateinamerikanischer Abstammung.
23,6 Prozent der Bevölkerung waren unter 18 Jahre alt, 59,5 Prozent waren zwischen 18 und 64 und 16,9 Prozent waren 65 Jahre oder älter. 51,3 Prozent der Bevölkerung waren weiblich.
Das mittlere jährliche Einkommen eines Haushalts lag bei 49.125 USD. Das Pro-Kopf-Einkommen betrug 26.710 USD. 9,5 Prozent der Einwohner lebten unterhalb der Armutsgrenze.